# زمین‌لرزه ۱۹۶۳ جزایر کوریل
زمین‌لرزه جزایر کوریل در تاریخ ۱۳ اکتبر ۱۹۶۳ میلادی، برابر با ‎۲۱ مهر ۱۳۴۲، ساعت ۵:۱۷:۵۵ به زمان یوتی‌سی در روسیه ، منطقه جزایر کوریل رخ داد. ژرفای این زلزله ۲۶ کیلومتر بود. بزرگی آن ۸٫۶ در مقیاس Mw اعلام شده‌است. زمین‌لرزه به وقت محلی در روز یکشنبه، ساعت ۱۵ روی داده و منطقه زمانی آن یوتی‌سی +۱۰ بوده‌است (با لحاظ تغییر ساعت تابستانی).
سازمان زمین‌شناسی آمریکا نیز جای این زمین‌لرزه را در مختصات ۴۴°۴۹′شمالی ۱۴۹°۳۲′شرقی / ۴۴٫۸۱°شمالی ۱۴۹٫۵۴°شرقی و بزرگی آنرا برابر با ۸٫۵ در مقیاس ریشتر اعلام کرده‌است. ژرفای گزارش شده از سوی این سازمان ۴۷ کیلومتر می‌باشد.